# Ganesh Himal
Der Ganesh Himal ist ein Gebirgsmassiv im Zentral-Himalaya, 75 km nordnordwestlich von Kathmandu, an der Grenze zwischen Nepal und China.
Der Ganesh Himal wird von den Flusstälern der Trishuli im Osten und der Budhigandaki im Westen sowie vom Tsum-Tal im Norden begrenzt. Höchster Gipfel ist der 7424 m hohe Yangra Kangri (Ganesh I). Das Gebirgsmassiv besitzt vier Siebentausender. Der Ganesh Himal hat keine besondere touristische Bedeutung. Die Berge des Ganesh Himal werden sehr selten bestiegen, da die westlich benachbarten Gebirgsmassive von Manaslu und Annapurna mit mehreren Achttausendern aufwarten. Lediglich der relativ niedrige Aussichtsberg Paldor gehört zu den so genannten Trekking-Gipfeln. Der Ganesh Himal ist ein enormes Gebirgsmassiv mit neun Gipfeln. Seine eisbedeckten Gipfel sind von Kathmandu aus in nördlicher Richtung zu erkennen. Die Gebirgsgruppe wurde zu Ehren Ganesha, einer hinduistischen Gottheit mit Elefantenkopf, benannt.

## Berge
Die bedeutendsten Gipfel des Gebirgsmassivs sind:
| Name                     | Höhe in m | Land                        |
| ------------------------ | --------- | --------------------------- |
| Yangra Kangri (Ganesh I) | 7424      | Nepal / Volksrepublik China |
| Ganesh II                | 7118      | Nepal                       |
| Pabil (Ganesh IV)        | 7104      | Nepal                       |
| Salasungo (Ganesh III)   | 7043      | Nepal / Volksrepublik China |
| Ganesh VI                | 6908      | Nepal                       |
| Ganesh V                 | 6770      | Nepal / Volksrepublik China |
| Langbo Kangri            | 6648      | Nepal / Volksrepublik China |
| Paldor                   | 5896      | Nepal                       |